# NGC 16
NGC 16 ist eine Linsenförmige Galaxie im Sternbild Pegasus am Nordsternhimmel. Sie ist etwa 146 Millionen Lichtjahre von der Milchstraße entfernt und hat einen Durchmesser von etwa 70.000 Lichtjahren. NGC 16 scheint ein völlig isoliertes Objekt zu sein, sie ist mindestens 20 Millionen Lichtjahre von jeder anderen Galaxie von signifikanter Größe entfernt.

Im selben Himmelsareal befinden sich die Galaxien NGC 1, NGC 2, NGC 22.
Das Objekt wurde  am 8. September 1784 von dem deutsch-britischen Astronomen Wilhelm Herschel entdeckt.